# Порня
Порня — река в России, протекает по территории Онежского района Архангельской области. Длина реки — 18 км, площадь водосборного бассейна — 90,4 км².
Река берёт начало на северных склонах горы Горелой и далее течёт преимущественно в юго-восточном направлении.
Река в общей сложности имеет 7 притоков суммарной длиной 22 км.
На высоте 98,3 м над уровне моря втекает в реку Малошуйку, впадающую в Онежскую губу Белого моря (Поморский берег).
Населённые пункты на реке отсутствуют.
Код объекта в государственном водном реестре — 03010000212102000007698.